# Dysgonia algira
Dysgonia algira  és una espècie de lepidòpter ditrisi de la família dels erèbids (Erebidae), subfamília Erebinaede. Pertany a la tribu Ophiusini.
Es troba a Europa (principalment al sud), nord d'Àfrica i Orient Pròxim.
Fa 40-46 mm d'envergadura alar. Els adults volen de maig a agost, depenent de la ubicació.
Les larves s'alimenten de Rubus i Salix.

## Galeria

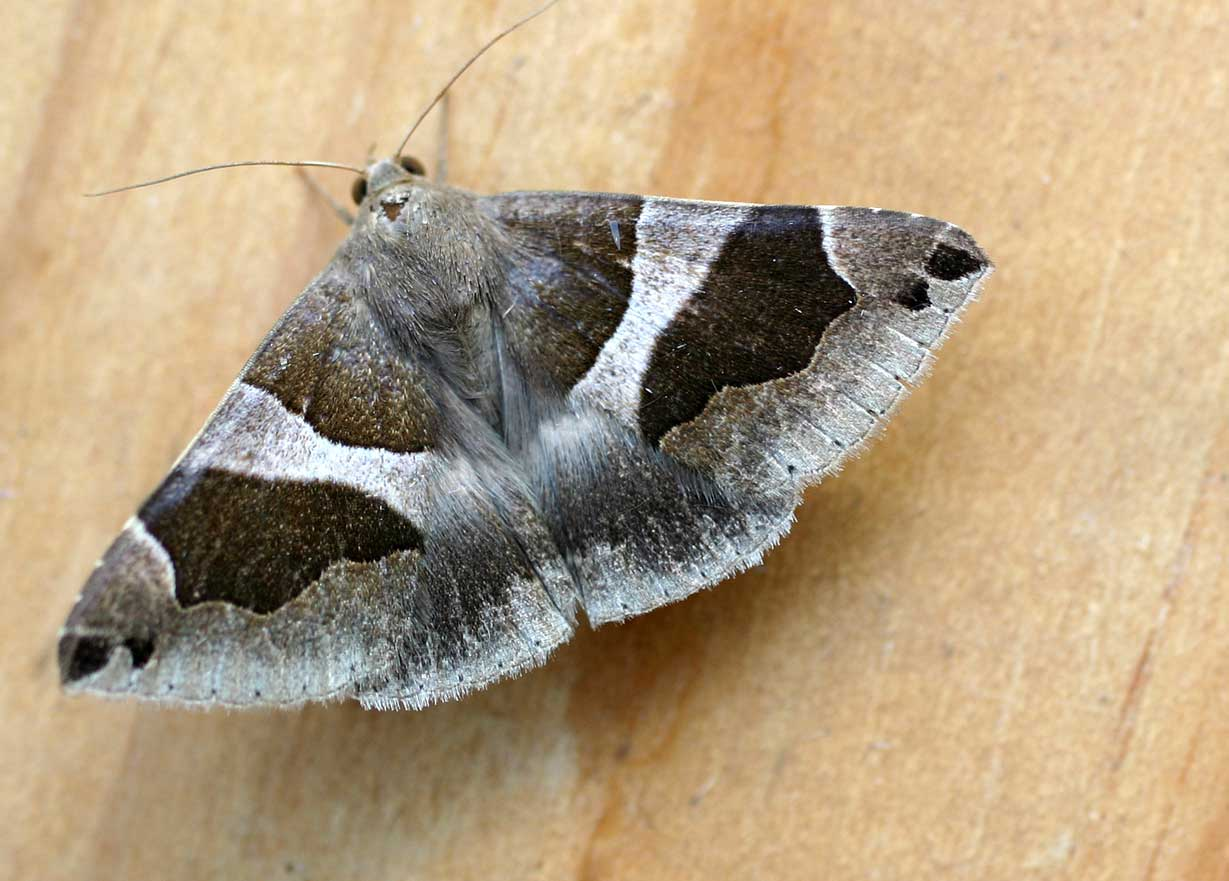
Dysgonia algira
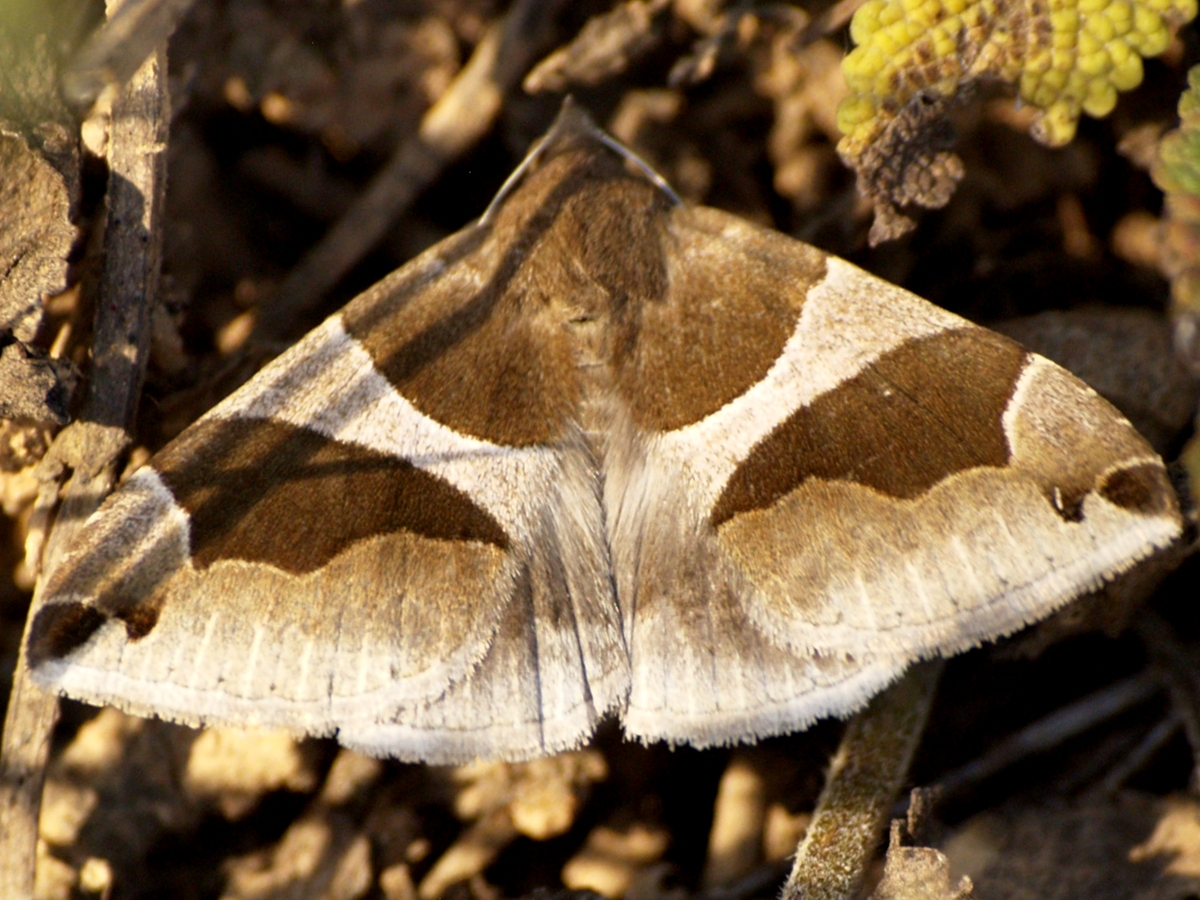
Dysgonia algira
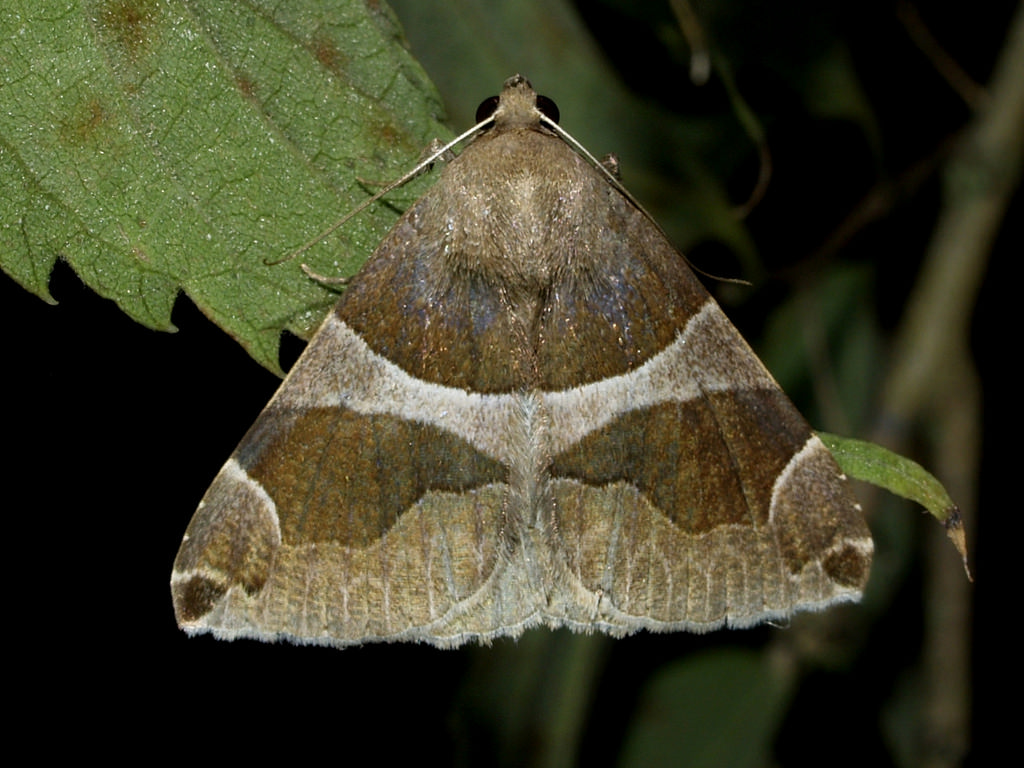
Dysgonia algira